# ベトナムの国旗
ベトナムの国旗は、ベトナム社会主義共和国が1976年7月2日から使用している金星紅旗（きんせいこうき、ベトナム語：Cờ đỏ sao vàng / 旗𣠶𣋀黃）と呼ばれる旗である。社会主義国における国家の象徴を模したものとなっており、ベトナム民主共和国（北ベトナム）の国旗を引き続き使用している。中華人民共和国の国旗（五星紅旗）との類似が見られるが、デザイン制定と国旗採用はいずれも中国より先に行われている。
本項目では、1948年から1976年にかけて存在したサイゴンを首都とするベトナム人国家（通称：南ベトナム）の国旗についても、下記の通りに解説する。
- ベトナム臨時中央政府・ベトナム国・ベトナム共和国：#黄底三線旗にて解説。
- 南ベトナム共和国：#金星紅旗にて解説。

## 金星紅旗

### 概要

金星紅旗の描き方

現行国旗の金星紅旗は、ベトナム社会主義共和国憲法第1章第13条第1項によって規定されている。
金星紅旗は縦横比が2：3の長方形で、赤地の中央に金色（黄色）の五芒星を配置したデザインとなっている。旗の地に使われる赤色は社会主義国によく見られる色で、独立の為に人民が流した血と社会主義を象徴する。また、旗中央の星は旧ソ連国旗の赤い星と同様に共産党（共産主義）による国家指導を表し、星の黄（金）色は革命を、星から出る五芒（五本の光）は、『労働者・農民・兵士・商人・知識人』を表している。なお、ベトナム政府は韓国国旗の事例のように国旗で用いるべき標準色（例えばマンセル表色系等）を特に指定していない。そのため、旗の製作状況によっては色調に違いが生じる可能性がある。
金星紅旗は、1940年にインドシナ共産党がコーチシナ蜂起を起こした際に使用した旗が基になっており、統一ベトナムの原点であるベトミン（ベトナム独立同盟会）が1941年に発足すると団体旗として使用された。この時点で金星紅旗のデザインは現在のものとほぼ同じであるが、五芒星の形状が現行のものと若干異なっている。ベトミンの旗は1945年にベトナム民主共和国（北ベトナム）が成立すると国旗として引き継がれ、1955年に五芒星の形状を修正して現在の金星紅旗が誕生した。その後、1976年7月2日に北ベトナムが南ベトナム（南ベトナム共和国）を吸収統一してベトナム社会主義共和国が成立すると、国章と異なり国旗は北ベトナム時代の金星紅旗がそのまま流用され現在に至っている。
なお、ベトナム人民軍の軍旗は、金星紅旗に人民軍のスローガンである「勝利の決意」（ベトナム語：Quyết thắng / 決勝）を追加したデザインとなっており、組織によっては五芒星の下に更なる単語を追記している。また、かつて南ベトナムに存在した南ベトナム共和国の国旗は、ベトナム労働党の指導下にあったベトナム民族解放戦線の旗を流用しており、金星紅旗の赤地の下半分を南ベトナムの象徴である水色に置き換えたデザインとなっている。

### 歴代の金星紅旗とそれに関連する旗

ベトミンの旗、及びベトナム民主共和国（北ベトナム）の初代国旗（1945年9月2日 - 1955年11月30日）
ベトナム民主共和国（北ベトナム）の2代目国旗（1955年-1976年）
ベトナム社会主義共和国（統一ベトナム）の国旗（1976年7月2日 - 現在）
?少し明るいタイプの色彩で描画された現行国旗。
南ベトナム解放民族戦線、及び南ベトナム共和国の旗（1975年4月30日 - 1976年7月2日）
?ベトナム人民軍・ベトナム人民陸軍の軍旗。上部に「勝利の決意」（ベトナム語：Quyết thắng / 決勝）と記載されている。
ベトナム人民軍情報通信隊（ベトナム語版）の軍旗。上部に加え、下部に「兵科：通信連絡」（ベトナム語：Binh chủng Thông tin Liên lạc / 兵種通信連絡）と記載されている。
ベトナム人民海軍の軍旗。上部に加え、下部に「軍種：海軍」（ベトナム語：Quân chủng Hải quân / 軍種海軍）と記載されている。
ベトナム人民空軍の軍旗。上部に加え、下部に「軍種：防空・空軍」（ベトナム語：Quân chủng Phòng Không - Không Quân / 軍種防空 - 空軍）と記載されている。
ベトナム国境警備隊（ベトナム語版）の隊旗。上部に加え、下部に「ベトナム国境警備」（ベトナム語：Biên phòng Việt Nam / 邊防越南）と記載されている。
ベトナム人民公安（英語版）の隊旗。上部に「祖国安寧の保護防衛」（ベトナム語：Bảo vệ an ninh tổ quốc / 保衛安寧祖國）と記載されている。
ベトナム海上警察の隊旗。上部に加え、下部に「ベトナム海上警察」（ベトナム語：Cảnh sát biển Việt Nam / 警察㴜越南）と記載されている。

## 黄底三線旗
黄底三線旗（こうていさんせんき：ベトナム語：Cờ vàng ba sọc đỏ / 旗鐄𠀧朔䚂）または黄旗（こうき：ベトナム語：Cờ vàng / 旗鐄）と称される旗 は、1948年から1975年にかけてベトナム臨時中央政府・ベトナム国、及びベトナム共和国（南ベトナム）が「ベトナム国旗」として使用していた旗である。1975年のベトナム共和国滅亡によって国旗としての役割は終えたが、2002年以降はベトナムの自由と文化的な遺産（伝統）を象徴する自由・遺産旗（じゆう・いさんき：ベトナム語：Lá cờ Tự do và Di sản / 蘿旗自由和遺産、英語：Heritage and Freedom Flag）として、アメリカ合衆国等の一部地域で公的に使用されている（詳細は下記参照）。

### 概要

黄色旗の描き方

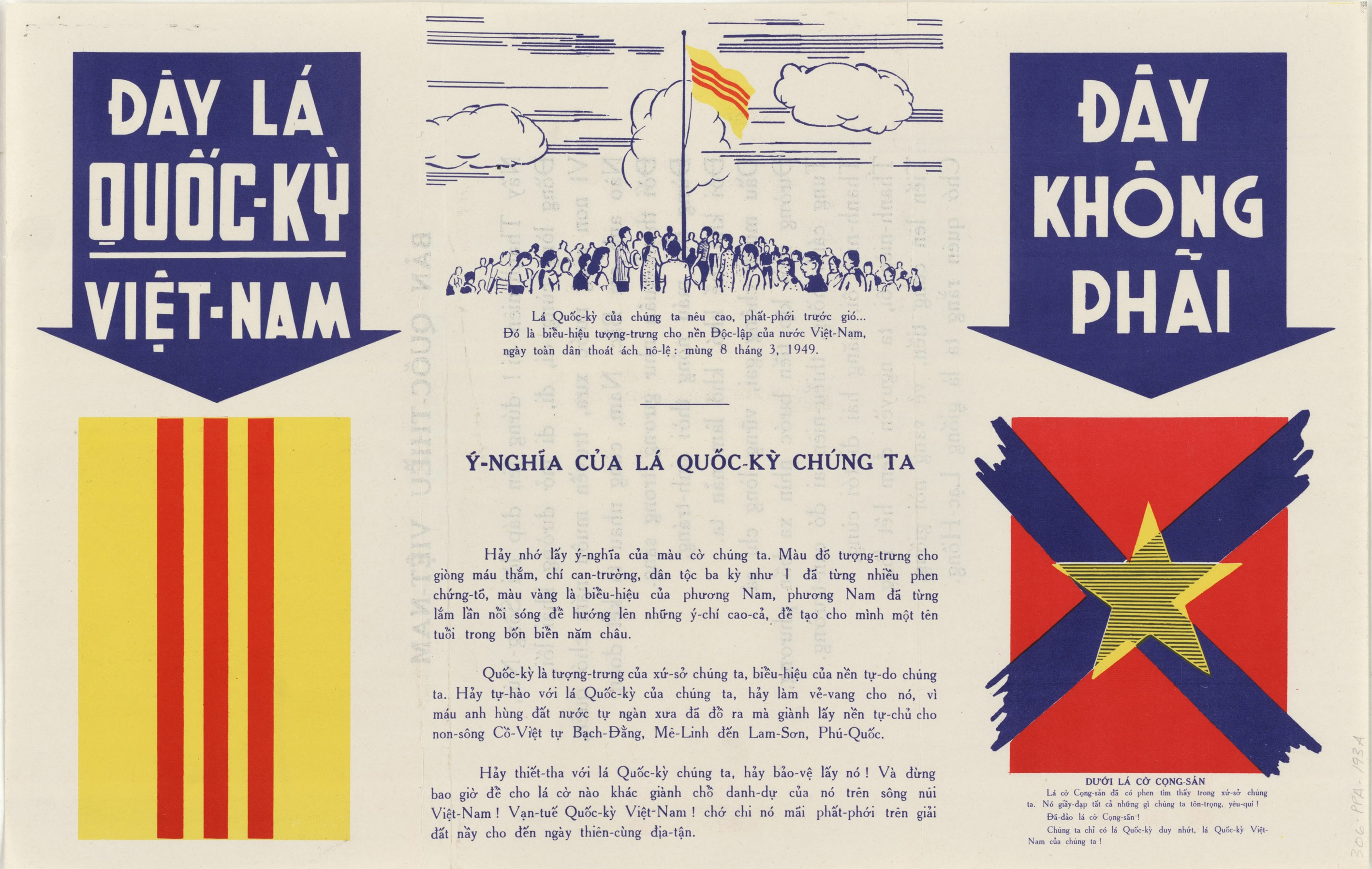
第一次インドシナ戦争の最中に配布されたプロパガンダのチラシ（1951年作成）。「真のベトナム国旗」は金星紅旗ではなく黄底三線旗であると主張している。

黄底三線旗は縦横比が2：3の長方形で、黄色地の中央に三本の赤い帯を配置したデザインとなっている。地色の黄は先祖伝来の国土・金色の稲穂・貴金属を表す神聖な色と言われ、三本の赤い帯はトンキン（北部）・安南（中部）・コーチシナ（南部）の三地域を示すと同時に成功と幸運を呼び込む色とされている。旗のデザインは1948年に制定されたが、旗の原型は19世紀初頭の阮朝・嘉隆帝の時代にまで遡ることができると考えられている。
中国文明では、陰陽五行思想に基づいて黄色が皇帝（権威）を示す高貴な色、赤色が成功と幸運を呼び込む色 とされている。その為、中国の文化的影響を受容し続けてきたキン族主体の阮朝も黄色と赤色から成る旗を王朝旗として対外的に代々使用しており、その影響はフランスの植民地当局（フランス領インドシナ）やベトナム人在野勢力にまで及んでいた。黄色と赤色を使った旗は、1945年に日本軍の影響下で近代的な独立国家であるベトナム帝国の樹立が試みられた際にも国旗として用いられ、黄色地に南を表す八卦の「離」を赤色の線で描いたデザインが採用された。だが、ベトナム八月革命によってベトナムの権力がベトナム帝国（阮朝）からベトナム民主共和国（ベトミン）へ移ると、国旗は社会主義を想起するベトミンの旗（金星紅旗）へ変更され、従来の文化的思想に基づいた旗は使用されなくなった。
黄底三線旗は、第一次インドシナ戦争の影響を受けて誕生した。戦争の当事者であるフランスの方針転換によって、阮朝最後の皇帝であるバオ・ダイを首班とする反共主義的なベトナム人の傀儡国家が設けられることとなり、1948年5月27日に臨時政府としてベトナム臨時中央政府が樹立された。臨時政府はベトナム帝国が使用していた旗を参考として同年6月2日に新国家の国旗として黄底三線旗を発表し、1949年6月14日のベトナム国成立と共に黄底三線旗は正式な国旗となった。1954年のジュネーヴ協定によってベトナムが分断国家になると、南ベトナムの権力を掌握したゴ・ディン・ジェムは1955年に国家体制をベトナム国からベトナム共和国へと刷新し、その際に国旗も黄底三線旗から別の旗へ置き換えようと試みた。だが、妥当な代替案が見つからなかった為に黄底三線旗が引き続き国旗として使用され、冷戦という世界情勢の中で黄底三線旗はベトナムにおける文化的な遺産（伝統）だけでなく自由主義も象徴する存在として認知されていった。1975年4月30日、サイゴン陥落によってベトナム共和国が消滅すると黄底三線旗は国旗としての役割を終え、ベトナム共和国と敵対していたベトナム共産党の勢力によって掲揚が禁じられた。黄底三線旗は統一ベトナム（ベトナム社会主義共和国）成立後もベトナム国内で掲揚できない状況が引き続き続いており、2012年には黄底三線旗の写った報道写真をベトナムメディアが急遽差し替える出来事が発生している。
なお、黄底三線旗はベトナム国軍・ベトナム共和国軍の一部軍旗にデザインの一部として使われた他、国章やベトナム共和国空軍の国籍標識にも意匠が流用されていた。

### 黄底三線旗とそれに関連する旗・デザイン

黄底三線旗：ベトナム臨時中央政府・ベトナム国・ベトナム共和国の国旗（1948年6月2日 - 1975年4月30日）
黄底三線旗の原型となったベトナム帝国の国旗 (1945年)
フランス領インドシナの旗(1885年 – 1945年)
イエンバイ蜂起の際にベトナム人勢力が使用した旗 (1927年)
承天府の行政機関旗 (? - 1945年)
保大帝が用いた龍星旗 (1941年 - 1945年)
ベトナム国軍（英語版）の軍旗 (1949年 - 1955年)
ベトナム共和国軍の軍旗 (1955年 - 1975年)
ベトナム共和国軍の戦闘旗 (1955年 - 1975年)
?ベトナム共和国陸軍の軍旗 (1955年 - 1975年)
?ベトナム共和国海軍の軍艦旗 (1955年 - 1975年)
ベトナム臨時中央政府・ベトナム国の国章 (1948年 - 1955年)
ベトナム共和国の3代目国章 (1963年 —1975年)
ベトナム共和国空軍の国籍標識 (1956年 —1975年)

### サイゴン陥落以降のベトナム国外における公的な扱い
1975年のサイゴン陥落以降、「ベトナムの共産化」に抵抗する多くのベトナム人が国外へ難民（ボートピープル）として脱出し、アメリカ合衆国（ベトナム系アメリカ人）やオーストラリア（ベトナム系オーストラリア人）、カナダ（ベトナム系カナダ人）等の国々で独自のコミュニティーを築いていった。これらの国々では、共産化された統一ベトナム（ベトナム社会主義共和国）政府の正統性を認めない反共主義の一部越僑個人、ないしベトナム革新党や臨時ベトナム国家政府等の反共的な思想に基づきベトナム民主化運動を展開する団体により、黄底三線旗が「共産主義に依らない自由なベトナムの象徴」として民間用途で使用され続けた。黄底三線旗を使用する人々はベトナム共産党政府が使用する金星紅旗をベトナム国旗として否定したが、ベトナム難民の最大受け入れ国であるアメリカがサイゴン陥落以降のベトナムと国交を有さなかった為、ベトナム国旗を巡る問題は1995年まで特に問題とならなかった。
ベトナム国外における黄底三線旗の扱いは、1995年7月11日の米越関係正常化に伴い、アメリカ国内の公的な場所で金星紅旗が掲揚されるようになってから変化し始めた。アメリカの反共系ベトナム人コミュニティーは国交正常化直後から公的な場所での金星紅旗掲揚に激しい反発を示し、1999年には個人経営のレンタルビデオ店が店頭に金星紅旗とホー・チ・ミンの肖像画を掲げたことを機に大規模な抗議行動が発生した（ハイテック事件、英：Hi-Tek incident）。その際、抗議活動の一環として行われた裁判で「共産主義の象徴の公開、及びそれに対する抗議のいずれもが憲法修正第1条で保護される」との判例が出されたため、反共系ベトナム人の間から公的な場で積極的に黄底三線旗を掲揚する黄旗掲揚運動が展開されるようになった 運動では、ベトナム共産党に抗議するデモ活動や日常の場に加え、公共施設でも黄底三線旗を「ベトナムの自由と文化的な遺産（伝統）の象徴」として掲揚することが目標とされ、運動の支持者らが各地の立法・行政機関に対しロビー活動を展開した。その結果、2003年にリトル・サイゴンを有するカリフォルニア州・オレンジ郡内のウェストミンスターで公的な場での掲揚が最初に認められ、黄底三線旗を公的な旗を認めた中央政府は存在しないものの、2009年末までにおよそ100に及ぶアメリカ・オーストラリアの地方自治体が黄底三線旗を公的な旗であると認めている。
なお、日本では公的機関が黄底三線旗の掲揚を認めた事例が無いものの、中国に対するデモ活動（2008年北京オリンピックの聖火リレーや2010年尖閣諸島抗議デモなど）で私人が使用する場合もある。これは、ベトナム共和国が領していた西沙諸島が西沙諸島の戦いによって中国に占領された事や南海諸島を巡る領土問題で中国を批判しつつ、現行のベトナムの体制に対する批判から現行のベトナム国旗である金星紅旗を国旗として認めないという意思表示で使用されている。

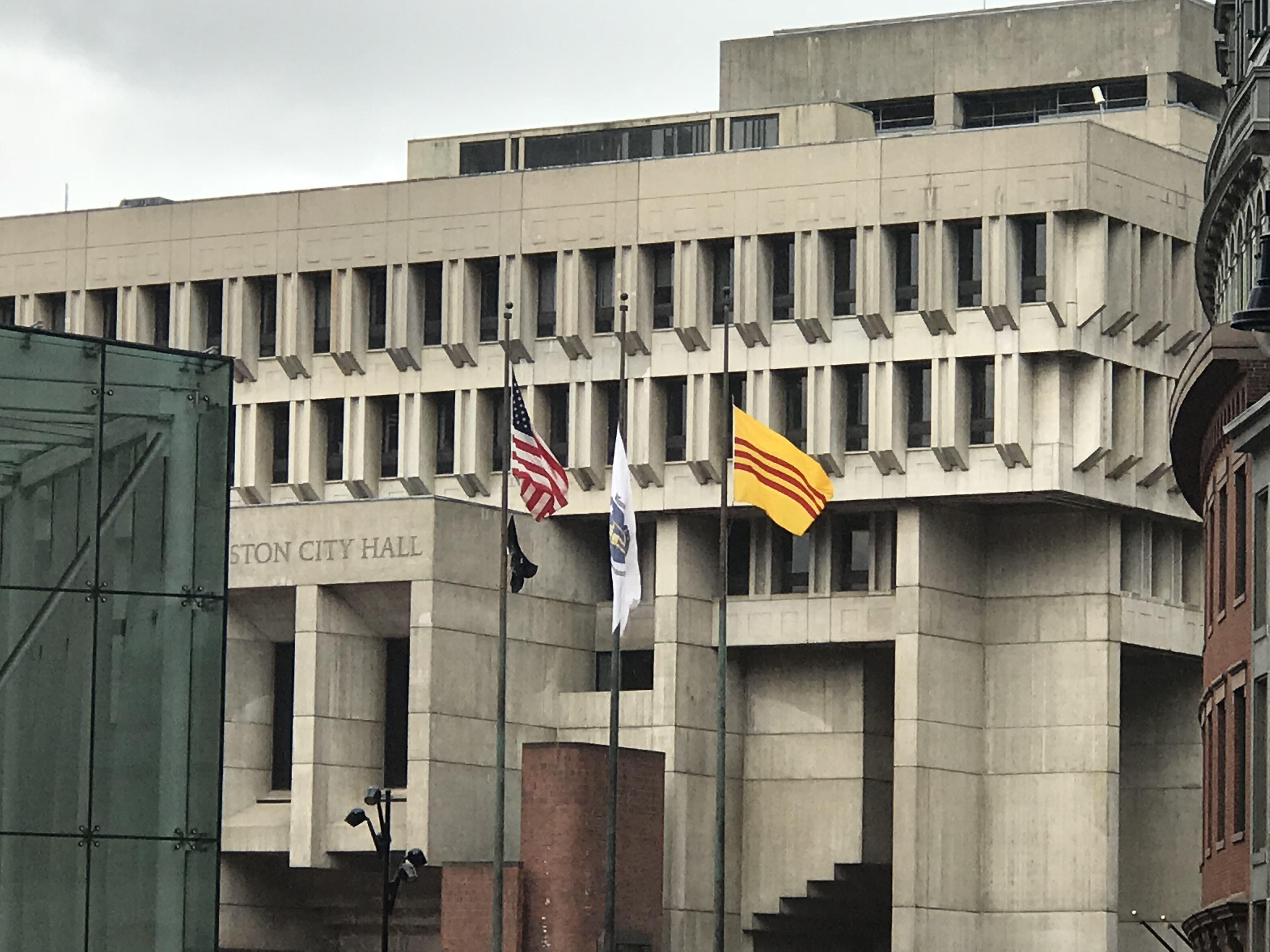
マサチューセッツ州・ボストンの市庁舎（英語版）に掲揚された黄底三線旗（2018年4月30日）
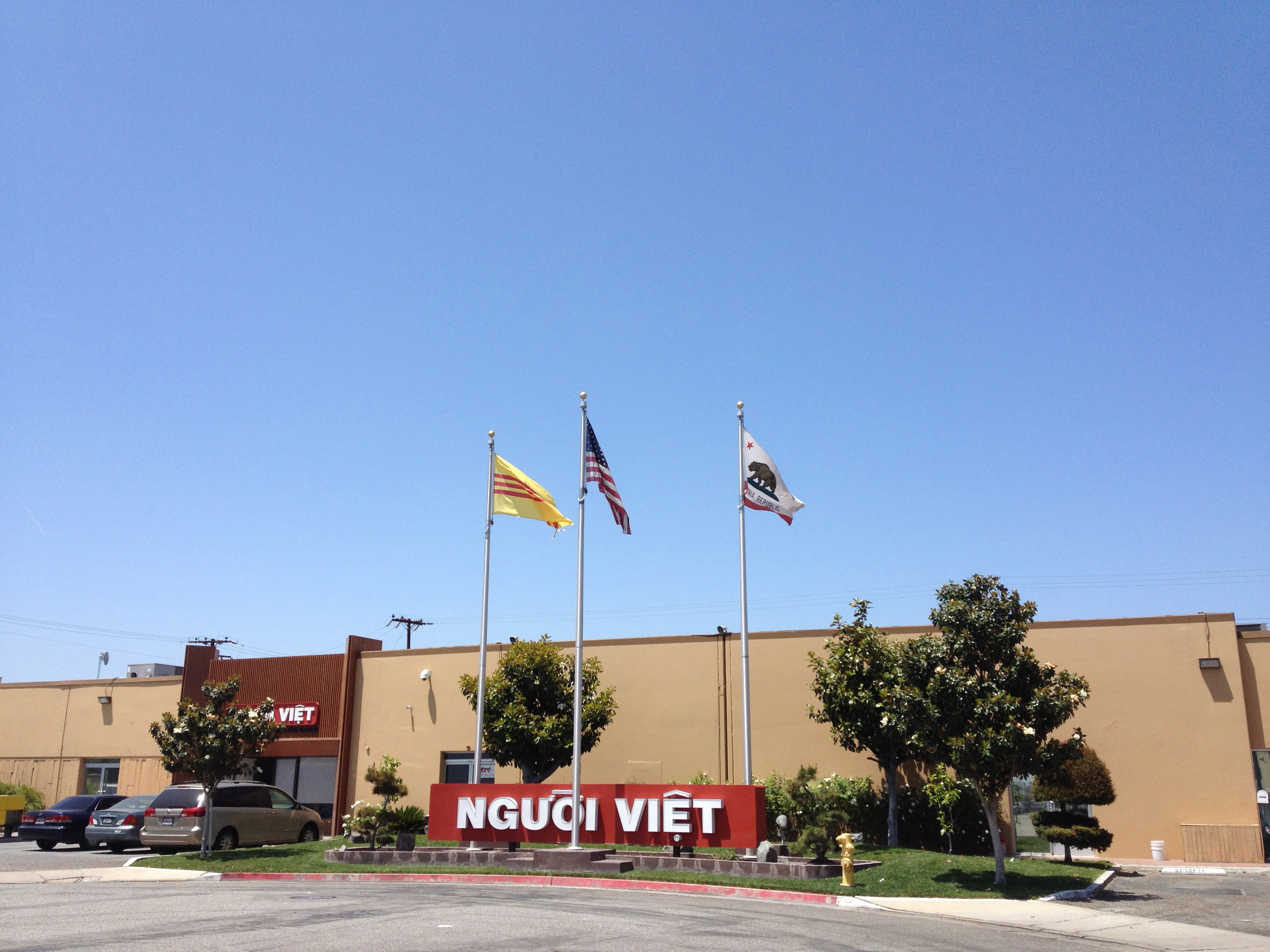
ゴイ・ベト・デイリーニューズ（英語版）（カリフォルニア州）の社屋前に掲揚された黄底三線旗（2014年5月18日）
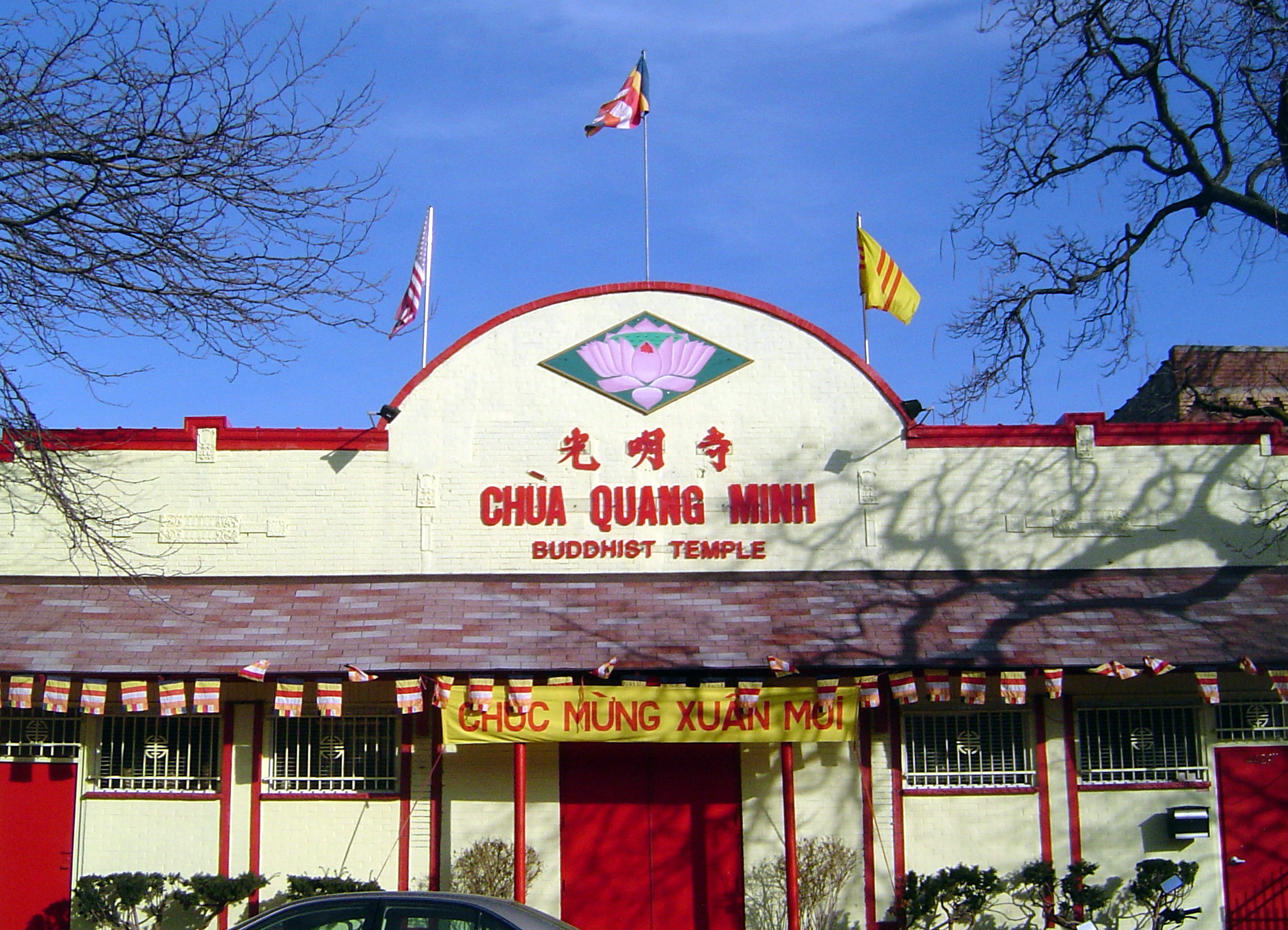
イリノイ州・シカゴにあるベトナム仏教の寺院で掲揚された黄底三線旗（2005年12月12日）
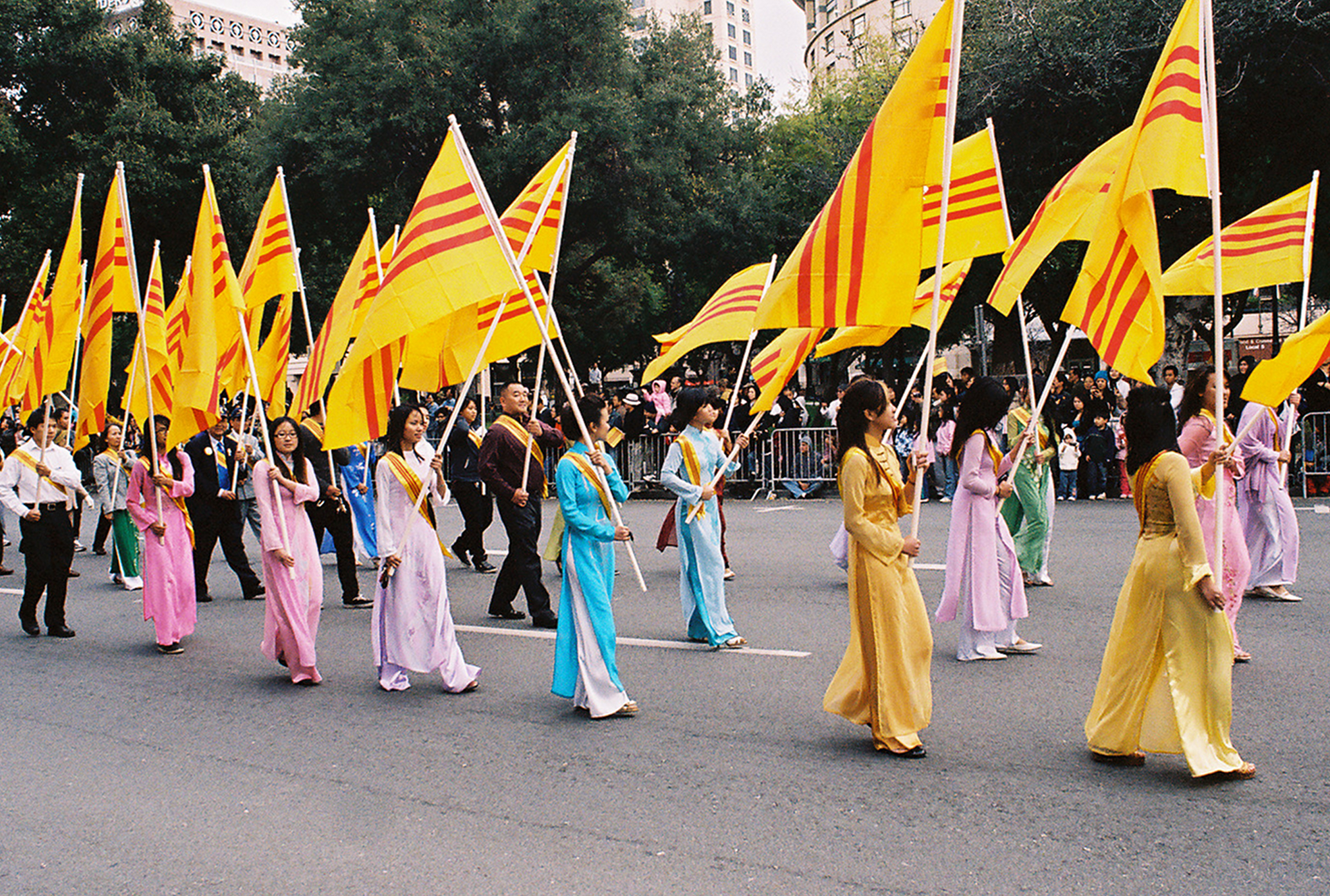
テトを記念して黄底三線旗を掲げながらカリフォルニア州・サンノゼの街中をパレードする人々（2009年3月13日）
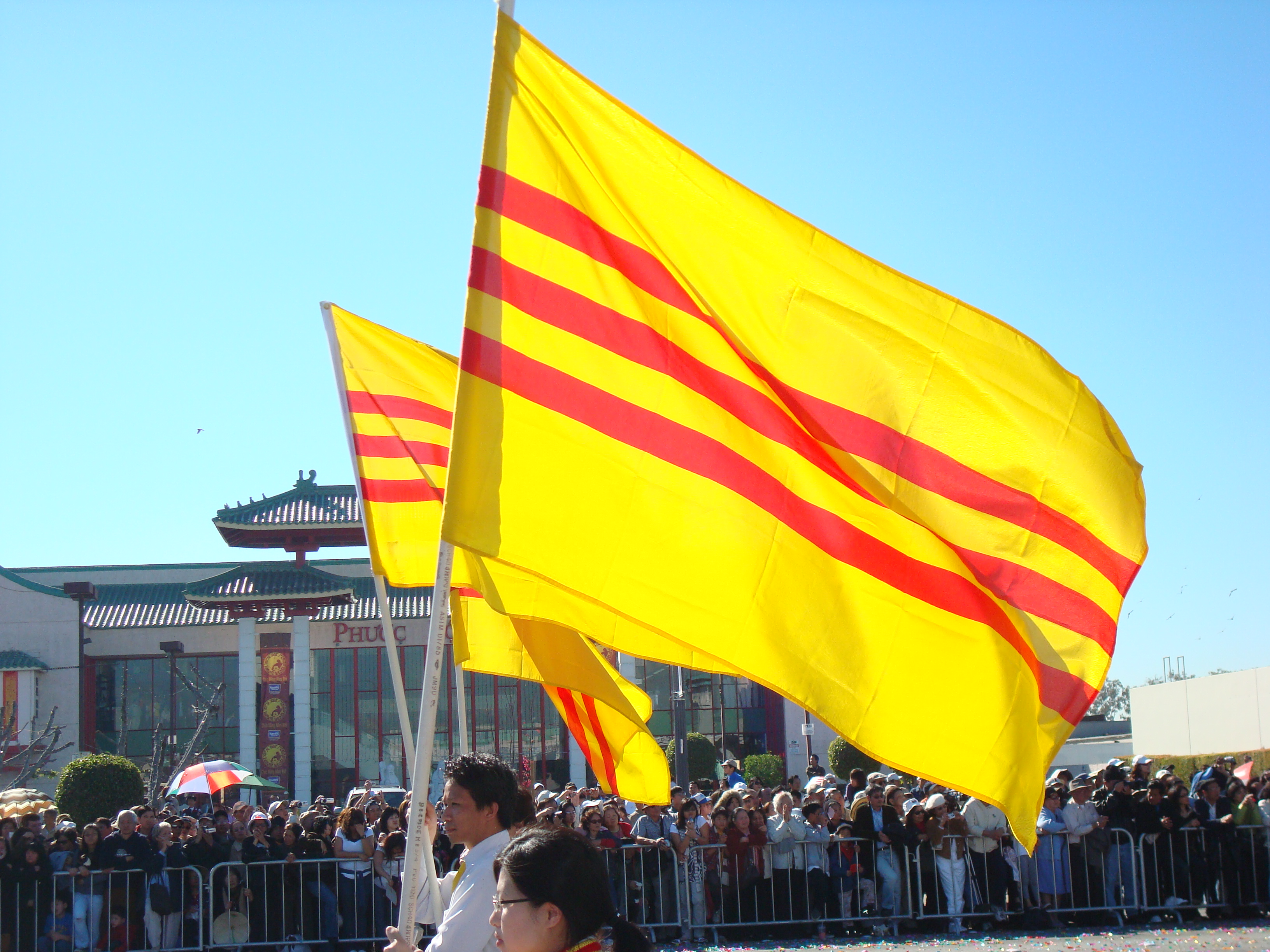
黄底三線旗を掲げながらカリフォルニア州・オレンジ郡のリトル・サイゴン（英語版）をパレードする人々（2008年2月8日）
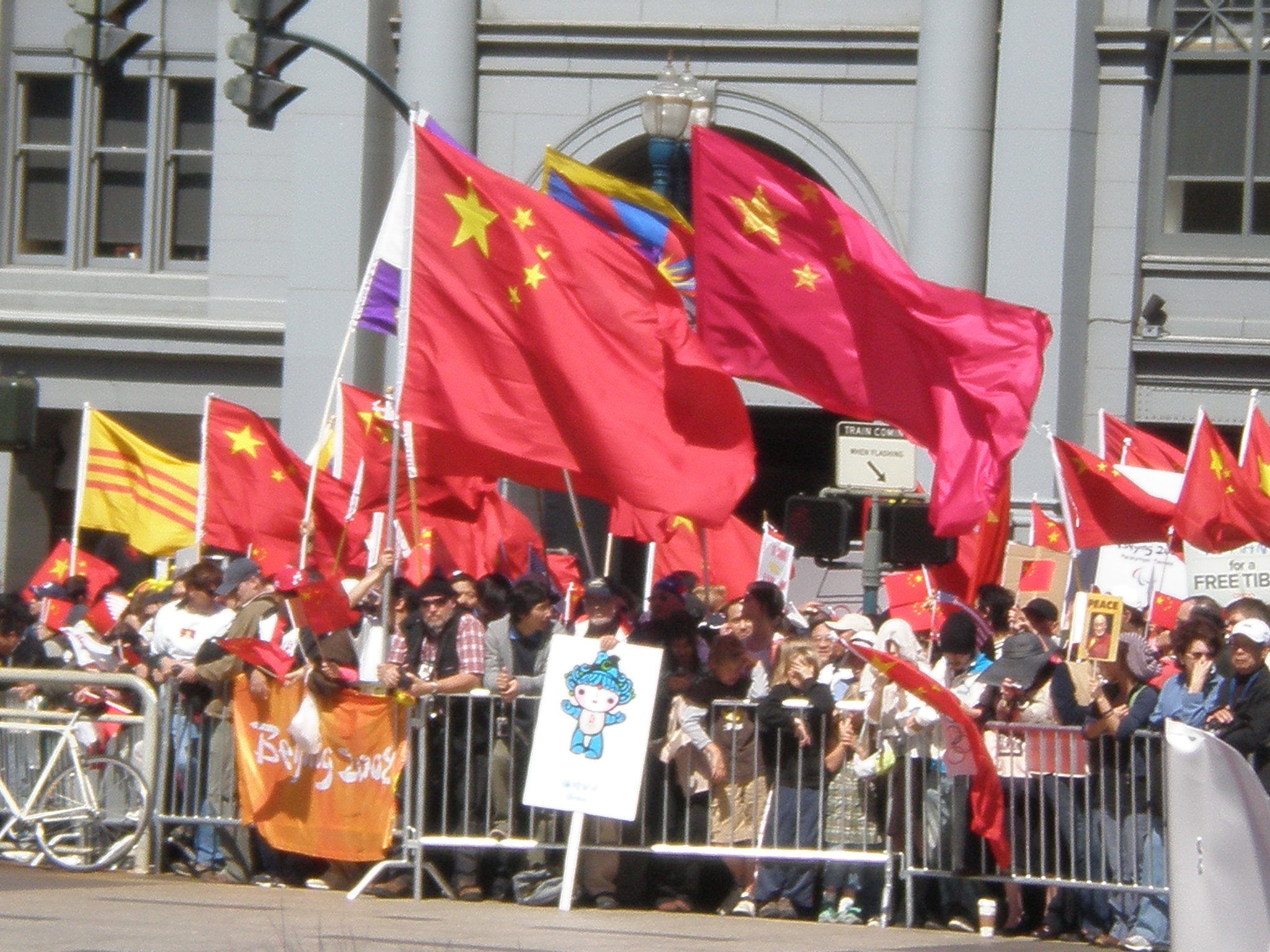
2008年北京オリンピックの聖火リレーをサンフランシスコで見守る人々。画像左側に黄底三線旗が写っている（2008年4月9日）。
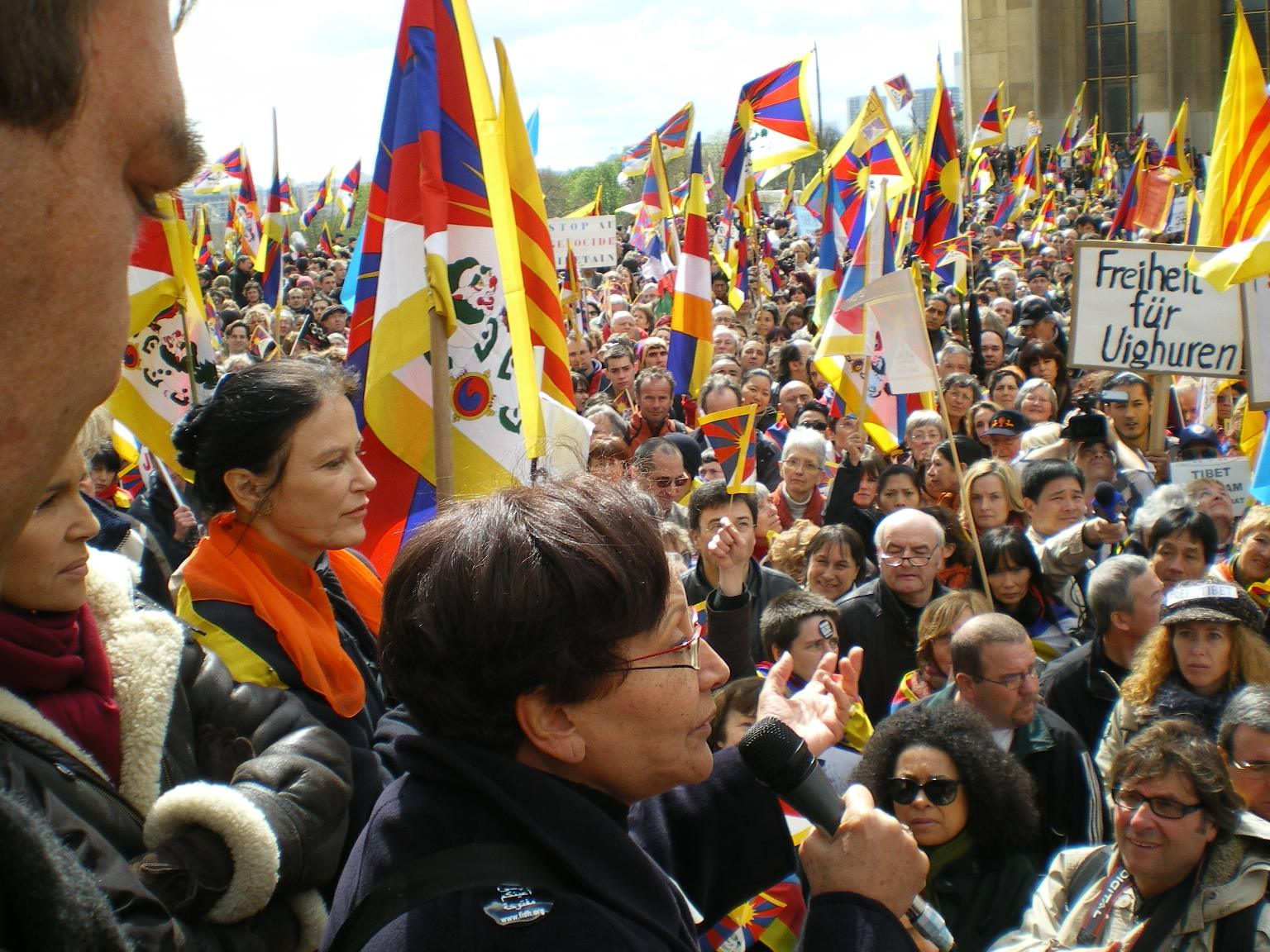
チベットの人権問題に抗議するドイツのデモ。画像右側に黄底三線旗が写っている（2008年）。
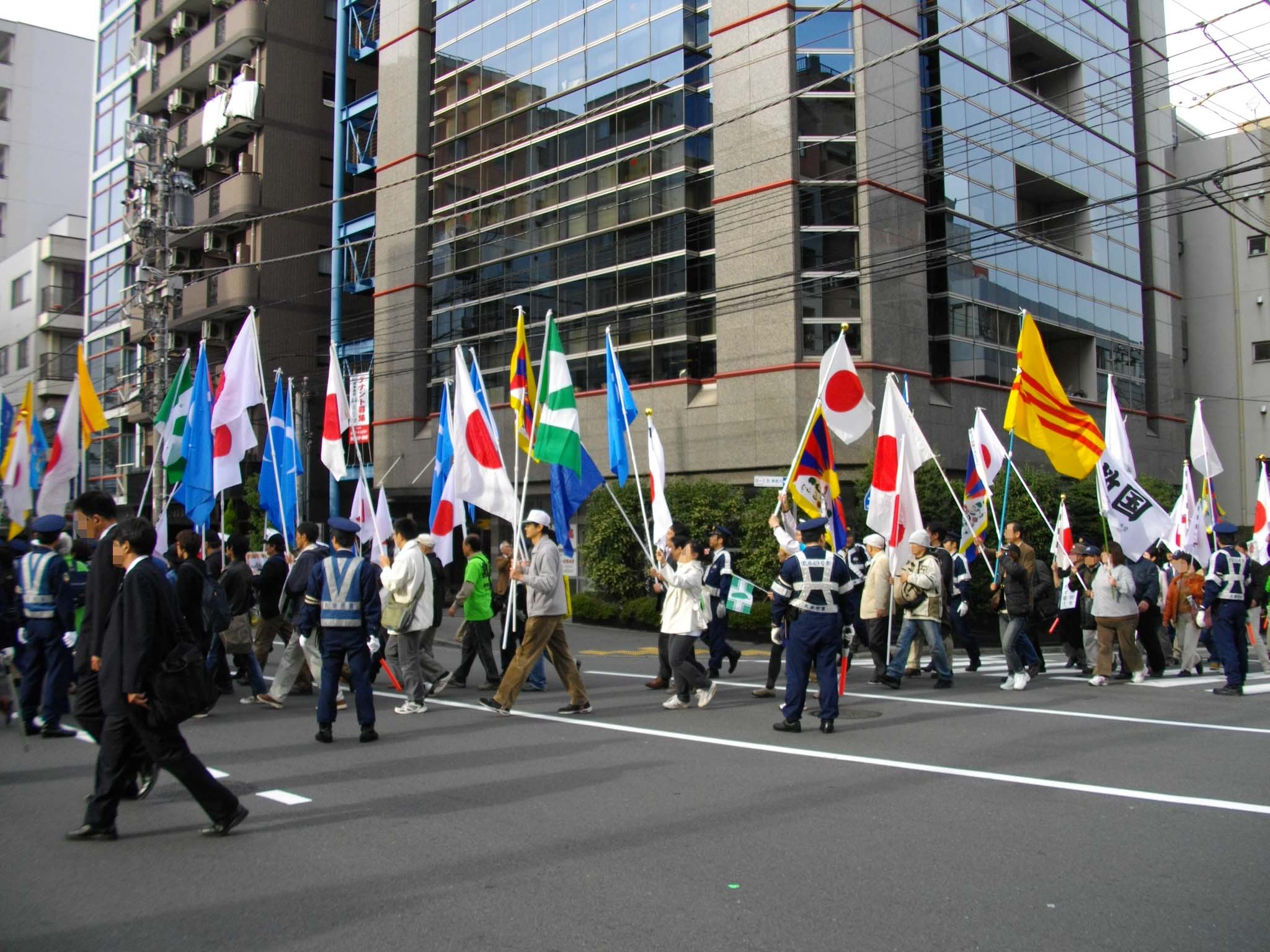
頑張れ日本!全国行動委員会が主催した中国のアジア侵略・人権弾圧を阻止する抗議デモ。日の丸、台湾旗、雪山獅子旗、東トルキスタンの旗と共に黄底三線旗が掲げられている（2010年11月13日）。
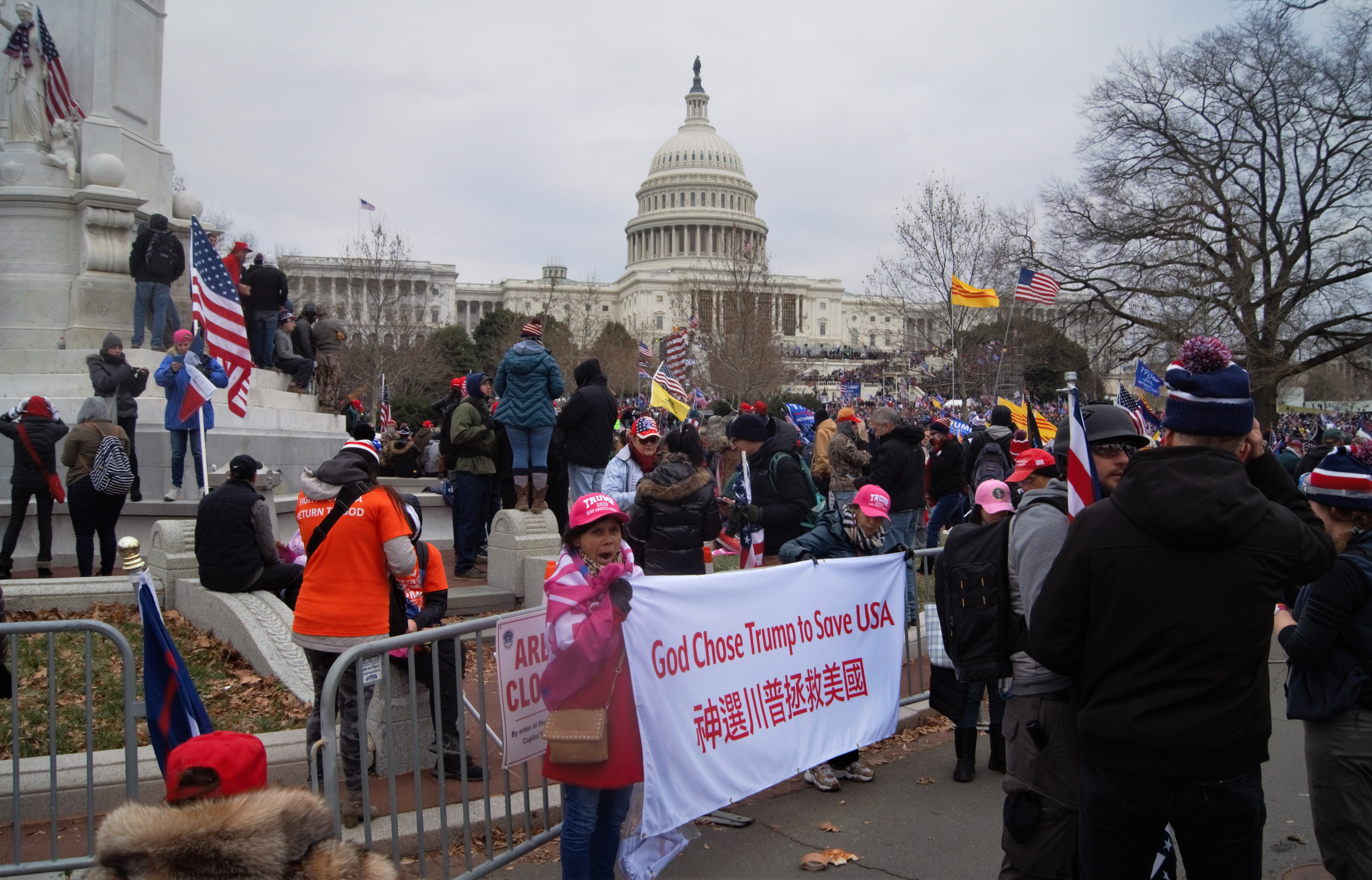
2021年アメリカ合衆国議会議事堂襲撃事件の際に現場で掲げられた黄底三線旗（2021年1月6日）